# Juan Carlos Molina Merlos
Juan Carlos Molina Merlos (Granada, 18 luglio 1974) è uno sciatore alpino e paraciclista spagnolo.
È cieco ed ha partecipato sia ai Giochi Paralimpici estivi come ciclista che a quelli invernali come sciatore.
Come sciatore, Molina ha vinto una medaglia d'oro nella discesa libera di tipo B3 a Lillehammer 1994 e Nagano 1998. Come ciclista, ha partecipato ad Atlanta 1996 senza ottenere alcuna medaglia.